# Blackall
Blackall ist eine kleine Stadt in Queensland, Australien, etwa 1100 km westlich von der Hauptstadt Brisbane entfernt. Die Stadt liegt am Barcoo River und hatte 1.064 Einwohner im Jahr 2021.
Es ist das Verwaltungszentrum des Blackall-Tambo Regional Council, das bestimmt wird durch die weitläufige Weidehaltung, insbesondere von Schafen. Der bekannteste Einwohner war der Schafscherer Jack Howe. 1892 scherte er 321 Schafe in 7 Stunden und 40 Minuten mit einer normalen Schere. Ein Rekord, der erst mit der Erfindung der elektrischen Schere 1950 gebrochen wurde.

## Transport
- Blackall Flughafen